# Amphibologryllacris macrocera
Amphibologryllacris macrocera är en insektsart som först beskrevs av Walker, F. 1869.  Amphibologryllacris macrocera ingår i släktet Amphibologryllacris och familjen Gryllacrididae. Inga underarter finns listade i Catalogue of Life.